# 26075 Levitsvet
26075 Levitsvet è un asteroide della fascia principale. Scoperto nel 1978, presenta un'orbita caratterizzata da un semiasse maggiore pari a 2,2138541 UA e da un'eccentricità di 0,1948693, inclinata di 2,16595° rispetto all'eclittica.